# Ligyra robertsi
Ligyra robertsi är en tvåvingeart som beskrevs av Paramonov 1967. Ligyra robertsi ingår i släktet Ligyra och familjen svävflugor. Inga underarter finns listade i Catalogue of Life.